# Balygyčan
Balygyčan (rusky Балыгычан) je řeka v Magadanské oblasti v Rusku. Je 400 km dlouhá. Povodí má rozlohu 17 600 km². Na horním toku se řeka nazývá Levý Balygyčan (rusky Левый Балыгычан).

## Průběh toku
Protéká přes Kolymskou vysočinu. Ústí zprava do Kolymy.

## Vodní stav
Zdrojem vody jsou především dešťové srážky. Zamrzá na začátku října a rozmrzá na konci května. Je splavná.